# Aeroportul Muskoka
Aeroportul Muskoka (IATA: YQA, ICAO: CYQA) este un aeroport din Ontario, Canada. A fost deschis în 1936.
Situat la o altitudine de 281 m, aeroportul dispune de o singură pistă.